# Liste des titres musicaux numéro un en Suisse en 1968
Cette page liste les titres musicaux numéro un en Suisse en 1968 dans le Schweizer Hitparade, un classement musical créé cette même année.

## Classement des singles
| №  | Date         | Artiste(s)                     | Titre                              |
| -- | ------------ | ------------------------------ | ---------------------------------- |
| 1  | 2 janvier    | Roland W.                      | Monja                              |
| 2  | 9 janvier    | Roland W.                      | Monja                              |
| 3  | 16 janvier   | Roland W.                      | Monja                              |
| 4  | 23 janvier   | Roland W.                      | Monja                              |
| 5  | 30 janvier   | Roland W.                      | Monja                              |
| 6  | 6 février    | John Fred and His Playboy Band | Judy in Disguise (With Glasses)    |
| 7  | 13 février   | John Fred and His Playboy Band | Judy in Disguise (With Glasses)    |
| 8  | 20 février   | John Fred and His Playboy Band | Judy in Disguise (With Glasses)    |
| 9  | 27 février   | John Fred and His Playboy Band | Judy in Disguise (With Glasses)    |
| 10 | 5 mars       | John Fred and His Playboy Band | Judy in Disguise (With Glasses)    |
| 11 | 12 mars      | Bee Gees                       | Words                              |
| 12 | 19 mars      | Bee Gees                       | Words                              |
| 13 | 26 mars      | The Beatles                    | Lady Madonna                       |
| 14 | 2 avril      | The Beatles                    | Lady Madonna                       |
| 15 | 9 avril      | The Beatles                    | Lady Madonna                       |
| 16 | 16 avril     | The Beatles                    | Lady Madonna                       |
| 17 | 23 avril     | Tom Jones                      | Delilah                            |
| 18 | 30 avril     | Tom Jones                      | Delilah                            |
| 19 | 7 mai        | Tom Jones                      | Delilah                            |
| 20 | 14 mai       | Tom Jones                      | Delilah                            |
| 21 | 21 mai       | Tom Jones                      | Delilah                            |
| 22 | 28 mai       | Tom Jones                      | Delilah                            |
| 23 | 4 juin       | Tom Jones                      | Delilah                            |
| 24 | 11 juin      | Tom Jones                      | Delilah                            |
| 25 | 18 juin      | Engelbert Humperdinck          | A Man Without Love                 |
| 26 | 25 juin      | Engelbert Humperdinck          | A Man Without Love                 |
| 27 | 2 juillet    | Engelbert Humperdinck          | A Man Without Love                 |
| 28 | 9 juillet    | Engelbert Humperdinck          | A Man Without Love                 |
| 29 | 16 juillet   | Engelbert Humperdinck          | A Man Without Love                 |
| 30 | 23 juillet   | Engelbert Humperdinck          | A Man Without Love                 |
| 31 | 30 juillet   | Les Sauterelles                | Heavenly Club                      |
| 32 | 6 août       | Les Sauterelles                | Heavenly Club                      |
| 33 | 13 août      | Les Sauterelles                | Heavenly Club                      |
| 34 | 20 août      | Les Sauterelles                | Heavenly Club                      |
| 35 | 27 août      | Les Sauterelles                | Heavenly Club                      |
| 36 | 3 septembre  | Les Sauterelles                | Heavenly Club                      |
| 37 | 10 septembre | The Beatles                    | Hey Jude                           |
| 38 | 17 septembre | The Beatles                    | Hey Jude                           |
| 39 | 24 septembre | The Beatles                    | Hey Jude                           |
| 40 | 1er octobre  | The Beatles                    | Hey Jude                           |
| 41 | 8 octobre    | The Beatles                    | Hey Jude                           |
| 42 | 15 octobre   | The Beatles                    | Hey Jude                           |
| 43 | 22 octobre   | Mary Hopkin                    | Those Were the Days                |
| 44 | 29 octobre   | Mary Hopkin                    | Those Were the Days                |
| 45 | 5 novembre   | Mary Hopkin                    | Those Were the Days                |
| 46 | 12 novembre  | Mary Hopkin                    | Those Were the Days                |
| 47 | 19 novembre  | Mary Hopkin                    | Those Were the Days                |
| 48 | 26 novembre  | Mary Hopkin                    | Those Were the Days                |
| 49 | 3 décembre   | Joe Cocker                     | With a Little Help from My Friends |
| 50 | 10 décembre  | The Tremoloes                  | My Little Lady                     |
| 51 | 17 décembre  | Barry Ryan                     | Eloise                             |